# Гърция в Първата световна война
Гърция в Първата световна война запазва първоначално неутралитет, но въпреки това гръцки части окупират през октомври 1914 година Северен Епир, откъдето се изтеглят в края на Балканските войни. Неразбирателството между крал Константинос I, който поддържа неутралитета, и просъюзническия министър-председател Елевтериос Венизелос, довежда до Национален разкол, т.е. разделянето на държавата на две враждуващи правителства. В крайна сметка Гърция се обединява и се присъединява към Антантата през лятото на 1917 година.

## Предистория
Гърция излиза като победител от Балканските войни, като удвоява територията си почти двойно, но въпреки това се намира в сложна международна ситуация. Статутът на окупираните от Гърция източни егейски острови остава нерешен, а Османската империя продължава да предявява претенциите си над тях, което довежда до военноморско превъоръжаване и масови експулсации на гърци от Анатолия. На север, Царство България, победена в Междусъюзническата война, подготвя планове за реванш срещу Гърция и Кралство Сърбия.
Гърция и Сърбия са обвързани от съюзен договор, подписан на 1 юни 1913 година, според който двете страни си обещават военна поддръжка в случай на нападение от трета страна, имайки предвид България. Въпреки това, през пролетта и лятото на 1914 година, Гърция се конфронтира с Османската империя за източните егейски острови, допълнително с надпревара в превъоръжаването на двете страни и преследването на гърци в Мала Азия. На 11 юни гръцкото правителство изпраща официална протестна нота до Високата порта, заплащвайки със скъсване на дипломатическите връзки или дори с война, ако преследванията не се преустановят. На следващия ден Гърция изисква помощ от Сърбия, но на 16 юни сръбското правителство отговоря, че не може да изпълни договора заради изтощеността си от Балканските войни и заради враждебното отношение на България и Албания спрямо нея и препоръчва на Гърция да избегне военните действия. На 19 юни 1914 година Гръцкия военен щаб под командването на лейтенант-полковник Йоанис Метаксас представя изследване за възможни военни действия срещу Османската империя. Според него единствената успешна маневра, десант на цялата гръцка армия в Мала Азия, е невъзможна поради враждебността на България. Вместо това Метаксас предлага внезапна окупация на полуостров Галиполи без да е обявена война, прочистване на Дарданелите и окупация на Цариград, което да принуди Османците на преговори. Въпреки това, на предния ден Османското правителство предлага съвместни разговори и положението се уталожва дотолкова, че гръцкият премиер Елевтериос Венизелос и османският велик везир Саид Халим Паша да се срещнат в Брюксел през юли.
Дългоочакваната война започва на друго място, а именно с убийството на ерцхерцог Франц Фердинанд на 28 юни, което води до обявяването на война от Австро-Унгария на Сърбия и началото на Първата световна война месец по-късно, на 28 юли 1914 година.

## Между война и неутралитет: август 1914 – август 1915 година

### Политически съображения: Венизелос и Крал Константинос I
Срещайки перспективата за първоначално локализирана Австро-Сръбска война, гръцките управляващи са единодушни, че страната трябва да остане неутрална, въпреки взаимните клаузи за сътрудничество на договора със Сърбия. Гърция се подготвя да влезе във война само в случай на българска намеса, когато целият баланс на силите на Балканите бъде застрашен. Още повече, както скоро става ясно, че конфликтът няма да остане изолиран, но се разраства до Европейска война, всички предишни оценки на Балканските страни са de facto обезценени. Такъв е случаят главно за Гърция и Румъния, и двете опитващи да поддържат status quo на Балканите, но с различни интереси; така Румъния обявява неутралитет и отказва да поеме каквито и да е ангажименти в случай на българска атака над Сърбия, Гърция не може да разчита на подкрепа срещу България и Османците, и в очите на Венизелос е ефективно оставена в дипломатическа изолация в региона.
Въпреки това, Гръцкото политическо ръководство е раздвоено в гледищата си за очаквания изход на войната и за най-подходящата гръцка политика, отнасяйки се до сражаващите се коалиции. Министър-председателят Венизелос вярва, че макар Германия и нейните съюзници от Централните сили да надделяват в Централна Европа, Великобритания с нейната военноморска мощ, ще излезе победител поне в Близкия изток, където са основните гръцки интереси. Венизелос също така смята, че основните гръцки противници България и Османската империя най-вероятно ще се присъединят към Централните сили, тъй като техните интереси съвпадат с тези на Германия. Конфликтът с Османците за източно егейските острови, или погромът на гърците в Османската империя конкретно, са пресен спомен за него. Още повече, това че Османците видимо влизат в орбитата на германския лагер, възможността за съвместно действие с Антантата срещу тях не трябва да се пропуска. Макар за момента Венизелос да е готов да запази неутралитет като най-добър начин за действие, неговата крайна цел е да влезе във войната на страната на Антантата в случай на българска атака над Сърбия или в случай, че Антантата му предложат условия, които да задоволят Гърция.
Крал Константинос I от друга страна, подкрепян от външния министър Георгиос Стреит и генералния щаб, са убедени в евентуалната германска победа и повече симпатизират на германската милитаристична политическа система. Тъй като Гърция е силно уязвима от флотовете на Антантата и заради това в невъзможност да влезе открито в Централните сили, Константинос и неговите поддръжници отстояват „постоянен“ неутралитет. Мисленето на Стреит, като главен кралски политически съветник, е повлияно от страха му от пан-славизма (представян от България, но най-вече от Русия), срещу който Германия предполагаемо се бори, а също така и от вярата му, че традиционно европейския баланс на силите не ще се наруши от войната, оставяйки малко място за териториални разширения на Гърция в случай на нейното участие в конфликта. Конкретно, и в противовес на Венизелос, Стреит вярва, че дори да спечелят войната, Съюзниците ще уважат интегритета както на Австро-Унгария, така и на Османската империя.
В допълнение, кралят и военните му съветници гледат на германската армия като непобедима, докато техните различия с Венизелос изваждат наяве по-дълбоки идеологически различния също така: Венизелос представлява средната класа, либералната парламентарна демокрация, която възниква след 1909 година, докато кралят и неговите поддръжници представляват традиционните елити. Константинос е дълбоко впечатлен от Германския милитаризъм, Стреит е убеден защитник на роялистките и консервативни идеи, докато много влиятелният ръководител на Генералния щаб Йоанис Метаксас развива прото-фашистки идеи.
Това неразбирателство става ясно най-рано на 6 август, когато външният министър Стреит влиза в сблъсък с Венизелос и подава оставка. Венизелос отказва да я приеме, за да избегне политическа криза, докато кралят също призовава Стреит да я оттегли, страхувайки се че неговата смяна ще позволи на Венизелос да тласне правителството дори повече в про-съюзнически курс. Така, когато на 25 юли сръбското правителство изисква от Гърция помощ съгласно техния договор, в случай на австрийска или българска атака, Венизелос отговаря на 2 август, че Гърция ще остане приятелски неутрална. Гръцкият министър-председател твърди, че основна клауза в съюзническия договор става невъзможна: Сърбия да се наеме да осигури 150 000 войници в района на Гевгели, които да възпрат евентуално българско нападение. Още повече, ако Гърция изпрати армията си да се сражава с австрийците на Дунав, това ще подбуди българско настъпление срещу двете страни, които нямат достатъчен ресурс да и се противопоставят. От друга страна, Венизелос и Крал Константинос са единодушни, когато отклоняват германското настоявате страната им да се присъедини към Централните сили на 27 юли.

### Ранни преговори между Гърция и Антантата
На 7 август вече Венизелос известява Съюзниците, изпращайки им предложение за Балкански блок срещу Австро-Унгария с широки териториални отстъпки и заменки между Балканските страни. Планът не довежда до нищо, главно заради руската намеса в политиката на България и Сърбия, но дава сигнал да изостави принципа за териториален status quo стига гръцките интереси да са защитени. На 14 август 1914 година Венизелос изпраща прошение до Великобритания, Франция и Русия дали Гърция да подпомогне Сърбия срещу България и Османската империя. Последва формално предложение за съюз на 18 август. Инициативата на Венизелос е противоположна на намеренията на Съюзниците по това време, които са съсредоточени към привличане на България към тяхната кауза, предлагайки дори териториални отстъпки за сметка на Сърбия, Румъния и Гърция. Срещайки подобна възможност и конкретно Съюзническо изискване за гръцки отстъпки спрямо България, Венизелос е принуден да заплаши Антантата с подаване на оставката му, което евентуално би отворили перспектива на власт в Атина да дойде прогерманско правителство. Русия конкретно, която оказва натиск за повече отстъпки спрямо България, отчита за своите геополитически интереси Гърция да остане неутрална. Гръцко участие на страната на Съюзниците би могло да доведе до включване на Османската империя на страната на Централните сили, перспектива нежелана от британците, които се опасявали от неблагоприятното въздействие върху милионите мюсюлмани в колонииите на империята. Единствено Великобритания отговаря на запитването на Венизелос, че докато Османската империя остане неутрална, Гърция трябва да прави същото, докато Турция влезе във войната, то Гърция ще бъде приветствана като съюзник.
Тези инициативи задълбават разрива между Венизелос и лагера около краля. Венизелос убедено очаква българско нападение срещу Сърбия или като част от Централните сили или самостоятелно; тъй като това би било против гръцките интереси, то включването на Гърция на страната на Антантата би било въпрос на време. За кралят и неговите съветници обаче, всяко враждебно действие срещу Германия трябва да бъде избегнато и това включва противопоставяне на каквато и е да е българска офанзива спрямо Сърбия, ако тя е извършена от името на германски съюзник. Крал Константинос и Стреит обсъждат отстраняването на министър-председателя, но се разколебават заради голямото парламентарно мнозинство на Венизелос; вместо това на 18 август, в деня когато Венизелос изпраща своето предложение на Съюзниците, Стреит подава оставка.
В началото на септември протичащите преговори между Гърция и Османската империя се прекратяват, тъй като османците приближават още повече до включване във войната, въпреки настояването на Берлин да не правят действия, които да предизвикат гръцкото присъединяване към лагера на Съюзниците. По това време Великобритания предлага общи разговори за възможна съвместна атака срещу Османската империя в Дарданелите. Предложението е почти веднага отхвърлено, тъй като Съюзниците продължават да настояват за отстъпки спрямо България, но се стига до голям сблъсък между Венизелос и краля, тъй като последният въпреки препоръките на министър-председателя отказва да участва в съюзническо нападение срещу османците, освен ако те не атакуват първи. На 7 септември Венизелос подава оставката си заедно с меморандум очертаващ геополитическите му съображения; прекланяйки се към популярността и парламентарната подкрепа ма Венизелос, кралят отхвърля оставката му.
На 2 декември Сърбия повторя заявлението си за гръцка подкрепа, което е подкрепено от правителствата на Съюзниците. Венизелос се допитва до Метаксас за оценка на ситуацията от Генералния щаб; мнението на последния е, че без своевременното включване на Румъния във войната на страната на Съюзниците, гръцкото положение би било твърде рисково. След твърдия отказ на Румъния да бъде въвлечена в конфликта по това време, предложението бива отхвърлено.
На 24 януари 1915 година Британците предлагат на Гърция „сериозни териториални отстъпки в Мала Азия“, ако влезе във войната в подкрепа на Сърбия, и в замяна на задоволяване на част от българските териториални претенции в Македония (Кавала, Драма и Саръшабан) при условие, че България влезе във войната на страната на Съюзниците. Венизелос се изказва в полза на предложението, но отново мнението на Метаксас е отрицателно поради същите причини. Австро-унгарците доста вероятно биха победили сръбската армия преди гръцката мобилизация да бъде завършена и доста вероятно България да обкръжи всяка гръцка част сражаваща се с австрийците, докато Румънското участие не бъде сигурно. Метаксас разсъждава, че дори България да се включи на страната на Антантата, това няма да е достатъчно да промени баланса в Централна Европа в полза на Съюзниците. Поради това той препоръчва наличието на четири Съюзнически армии в Македония като минимално изискване за каквато и да е съществена подкрепа към гърците и сърбите. Още повече, той отбелязва че гръцкото включване във войната би довело още веднъж до преследване на гърците в Мала Азия от турска страна. Венизелос отхвърля този доклад и препоръчва включването във войната в меморандум до краля, сигурен че България и Румъния също ще се присъединят към Съюзниците. Ситуацията драстично се променя след като става ясно, че България получава голям заем от Германия и е направено българо-турско споразумение през България да се осигуряват военни материали за Османската империя. На 15 февруари Съюзниците повтарят предложението си и дори предлагат да изпратят англо-френски войници в Солун. Въпреки това, гръцкото правителство отново отказва поради зависимостта ѝ от положението на Румъния, която повторно решава да остане неутрална.

### Галиполската кампания и първа оставка на Венизелос
Въпреки това през февруари Галиполската операция на Съюзниците започва с бомбардирането на османските фортове там. Венизелос предлага гръцка армия и целият гръцки флот да подпомогнат Съюзниците, с официално предложение на 1 март, въпреки кралските резерви. Това предизвиква оставката на Метаксас на следващия ден, докато Кралския съвет (включващ краля, Венизелос и всички живи бивши министър-председатели) на 3 и 5 март се оказват несъстоятелни. Крал Константинос решава да държи страната неутрална, докато Венизелос подава оставка на 6 март 1915 година. Той е заменен от Димитриос Гунарис, който съставя правителство на 10 март. На 12 март новото правителство предлага на Съюзниците да се присъедини към тях под определени условия. Съюзниците обаче очакват победа на Венизелос на предстоящите избори и решават да не бързат. Така на 12 април те отговарят на предложението на Гунарис с предложение за неясни териториални компенсации в Айдънския вилает – нищо по-конкретно не било възможно, тъй като по същото време Съюзниците преговарят с Италия, чиито интереси са в същия регион. Също така не отчитат гръцкия интегритет спрямо България, тъй като Венизелос вече е доказал, че е готов да отстъпи Кавала на България.
Либералната партия печели гръцките избори на 12 юни и венизелос формира ново правителство на 30 август с твърдото убеждение да вкара Гърция във войната на страната на Съюзниците В същото време на 3 август Британците формално изискват от името на Съюзниците предаването на Кавала на България, но това бива отхвърлено на 12 август преди Венизелос да поеме властта.

## Компромисен неутралитет: септември 1915 – септември 1916 година

### Мобилизация на България и Гърция; дебаркиране на Антантата в Солун
На 6 септември България подписва съюзен договор с Германия и няколко дни по-късно мобилизира армията си срещу Сърбия. Венизелос дава нареждане за гръцко контра-мобилизиране на 23 септември. Докато 24 набора мъже са привикани на служба, мобилизацията продължава с редица трудности и закъснения, тъй като инфраструктурата и дори военните регистри отсъстват в новоприсъединените области през Балканските войни. Пет армейски корпуса и 15 пехотни дивизии са евентуално мобилизирани, но има недостатък от офицери, които да запълнят частите, резервистите изчакват да се отчетат в наборната служба и има огромна липсва от средства за превоза им до военните части. В краяна сметка в Македония са формирани три корпуса (III, IV, V), а в „Стара Гърция“ остават дивизиите на I и II корпус. По същия начин в Солун остава 11 пехотна дивизия от III корпус, вместо да продължи разполагането си по границата.
С повишаването на вероятността България да се включи във войната на страната на Централните сили, сърбите изискват гръцка помощ по силата на условията на съюзния им договор. Отново обаче въпросът за сръбското съдействие при Гевгели е повдигнат; дори след мобилизацията Гърция набира едва 160 000 души срещу 300 000 българи. Тъй като сърбите са твърде притиснати, за да отделят войници за подкрепа на Гърция, на 22 септември Венизелос моли англо-французите да поемат тази функция. Съюзниците дават благоприятен отговор на 24 септември, но не разполагат с нужните 150 000 войници; в резултат на това кралят, генералният щаб и голяма част от опозицията предпочитат Гърция да остане неутрална докато Антантата не осигури ефективна подкрепа. Венизелос обаче поисква от френския посланик да изпрати съюзнически войници в Солун възможно най-бързо, но да предупреди гръцкото правителство 24 часа по-рано; Гърция ще направи формално оплакване за нарушаване на неутралитета ѝ, но ще приеме fait accompli. В крайна сметка 156-а френска дивизия и 10-а британска дивизия заминават от Галиполи за Солун.
Въпреки това Съюзниците не успяват да информират Атина, което довежда до напрежение. Когато съюзническите кораби пристигат в Солунския залив в утрото на 30 септември, местният гръцки командир, началника на III корпус, генерал-лейтенант Константинос Мосхопулос, незапознат с дипломатическите маневри, отказва да им позволи влизане, изчаквайки инструкции от Атина. Венизелос побеснява, че Съюзниците не са го информирали както е било договорено и отхвърля дебаркирането им. След напрегнат ден Съюзниците се съгласяват да спрат напредъка си докато съюзническите дипломати не договорят решение с Венизелос в Атина. Накрая, през нощта на 1 – 2 октомври Венизелос дава разрешение за дебаркацията, която започва на утрото. Съюзниците публикуват комюнике, с което обосновават пристигането си като нужна мярка за защита на техните комуникационни връзки със Сърбия, на което гръцкото правителство отговаря с протест, но не и с последвали действия.

### Уволнение на Венизелос; правителството на Заимис и разпадането на Сърбия
След това събитие Венизелос представя на парламента неговия план за участие във войната, осигурявайки си 152 гласа „за“ срещу 102 гласа против на 5 октомври. На следващия ден обаче, Крал Константинос I разпуска правителството на Венизелос и дава мандат на Александрос Заимис да състави ново. Съюзниците са благоприятно разположени спрямо Заимис, но военното положение е по-лошо от предните месеци: сърбите са разтегнати до точка на пречупване срещу австро-германците, Румъния остава подчертано неутрална, България е на прага да влезе във войната на страната на Централните сили, а Съюзниците разполагат с малко резерви, за да подпомогнат на практика Гърция. Когато сръбският началник на генералния щаб Милан Миланович посещава Атина, за да разкрие намеренията на новото правителство, Метаксас го информира, че ако Гърция изпрати два армейски корпуса в Сърбия, Източна Македония ще остане беззащитна, така че комуникационните връзки на сърби и гърци ще бъдат прекъснати от българите. Метаксас предлага вместо това съвместно нападение срещу България, като гърците да напреднат по долините на Места и Струма, Съюзниците по долината на Вардар съвместно със сърбите. Милованович информира Метаксас, че натиска над сръбската армия не му оставя възможност да задели каквито и да е войски за такава операция. На 10 октомври правителството на Заимис официално информира Сърбия, че не може да я подпомогне. Дори предложение за предаване на Кипър от британците на 16 октомври не се оказва достатъчно, за да промени позицията на правителството.
Наистина на 7 октомври австро-германските сили под командването на Аугуст фон Макензен започват решително настъпление срещу Сърбия, последвано от българска атака на 14 октомври без предварително обявяване на война. Българското настъпление отрязва пътя за бягство на сърбите на юг към Гърция, принуждавайки ги да се изтеглят през Албания. Френският генерал, разположен в Солун, Морис Сарай залага на масова съюзническа операция в Македония срещу България, но наличните му сили са малочислени; британците конкретно нямат желание да се изтеглят от Галиполо, докато френският началник на генералния щаб Жозеф Жофър е неохотен да отдели части от Западния фронт. В крайна сметка е договорено да се изпратят 150 000 души на „Солунския фронт“: Френската източна армия под командването на Сарай със 156-а, 57-а и 122-ра дивизии, и Британската солунска армия под командването на Браян Махон с 10-а дивизия, XII и XVI корпуси.
На 22 октомври българите усвояват Скопие, така отрязвайки сърбите от Съюзническите сили събиращи се в Солун. В опит да се свържат с отстъпващите сърби, Сарай дава начало на настъпление към Скопие между 3 – 13 ноември, но френското командване му нарежда да спре атаката. Сръбска атака е отблъсната на 20 ноември от българите и всяка надежда за повторно свързване на сърбите с войските на Сарай се изпарява. В резултат и при постоянно преследване, останките от сръбската армия бяга в Албания, целейки да достигне бреговете на Адриатическо море, докато в същото време Сарай нарежда на войските му да се изтеглят на юг към Солун, пресичайки гръцката граница на 13 декември 1915 година. Следвайки отблизо съюзниците и нападайки ги при отстъплението им има вероятност българите да продължат настъплението си и след границата. Изискванията на генерал-лейтенант Мосхопулос за инструкции от Атина остават без отговор, но по негова собствена инициатива разполага 3/40 евзонски полк, за да прикрие границата с поне някаква военна част. Поне за момента настъплението на Централните сили е спряно на границата. Въпреки желанието на австрийския командир Франц Конрад фон Хьотцендорф, който оказва натиск да се завърши победата над Сърбия с прочистване на Албания и прогонване на Съюзниците от Солун, и принуждаване на Гърция и Румъния да се присъединят към Централните сили, Германското военно командване на Ерих фон Фалкенхайн желае да прекрати действията, за да даде възможност на плана си да спечели войната чрез изтощаване на френската армия в битката при Вердюн.

### Правителството на Скулудис и Съюзниците; формиране на Солунския фронт
През това време Гърция изпада още повече в политическа криза: в нощта на 3 – 4 ноември правителството на Заимис е свалено с вот на недоверие в парламента, по време на заседание в което министъра на отбраната и депутат от венизелиската партия стигат до ръкопашен бой. Крал Константинос I назначава Стефанос Скулудис за нов министър-председател със същия кабинет; новият министър-председател поема и министерството на външните работи. На 11 ноември парламентът е разпуснат и нови избори са насрочени за 19 декември.
Новото правителство е притискано от Германия и Австро-Унгария да не позволява изтеглянето на Съюзническите сили отново на гръцка територия, на което Скулудис отвръща, че Гърция ще приложи условията на Хагската конвенция, според която Съюзническите войски трябва да бъдат обезоражени щом преминат на гръцка територия. Това създава недоволство сред Съюзническите правителство, които протестират шумно за евакуацията на гръцката армия от Македония и за окупацията на Милос и Пирея от съюзническите флотове. Междувременно гръцки търговски кораби са задържани в съюзническите пристанища и неофициално ембарго е поставено на Гърция. На 19 ноември гръцкото правителство информира Съюзниците, че техните части няма да бъдат обезоръжени и че гръцките сили в Македония са разположени за защита от българите, а не за да пречат на Съюзниците. Въпреки това на 21 ноември Съюзниците окупират Милос и два дни по-късно изискват официални и категорични уверения, че техните войски ще се радват на свобода на придвижване и действие във и около Солун; Скулудис приема, но два дни по-късно изискванията са повишени, с желанието на Съюзниците гръцките войски да бъдат премахнати от Солун, пътищата в посока на Сърбия да бъдат дадени на разположение на Антантата, даване на разрешение за изграждане на укрепления в околностите на Солун и Халкидики, и неограничено придвижване на съюзническите флотове в гръцки териториални води.
След преговори в Солун на 9 – 10 декември между Сараил и Махон от една страна, и Мосхопулос и Константинос Палис от друга, е постигнат компромис: гръцката 11-а дивизия да остане в Солун, а Карабурунската крепост да остане в гръцки ръце; от друга страна гръцкото правителство обещава да не се намесва при какви да е действия на Съюзниците при окопаването им, и ще остане неутрална, ако се стигне до нахлуване на трета страна в Гърция поради Съюзническите действия. Съюзниците се изтеглят от Милос, докато гръцкия V корпус се придвижва на изток от Нигрита, оставяйки областта между Солун и северната гръцка граница неохраняема.
Това пространство е оставено да бъде защитавано от три френски и пет британски дивизии, които през декември 1915 – януари 1916 година изграждат „фортифициран лагер“ в широк полумесец около Солун от Орфанския залив на изток до устието на река Вардар на запад. Източния сектор на този фронт е държан от британците, а западния от французите. На 16 януари 1916 година Сарай е назначен за главнокомандващ Съюзническите войски в Македония. По-голямата част от гръцките части в областта са дислоцирани в Източна Македония (IV корпус източно от Струма, V корпус в района на Нигрита, и няколко поддържащи единици от I и II корпус около планината Каракамен). Тези части посрещат Първа и Втора българска армии.

### Германски искания и посегателства върху гръцкия суверенитет от Съюзниците
От страна на Централните сили на 29 ноември 1915 година Фалкенхайм публично заплашва Гърция, че ако не успее да неутрализира Съюзническите и сръбските сили на своя територия, германците и техните съюзници могат да преминат границата и да го направят вместо тях, и на 10 декември германското външно министерство реагира на новата договореност между Гърция и Съюзниците за техните армии в Македония, изисквайки същите права за свободно движение на гръцка територия. На тези изисквания гръцкото правителство отговаря на 22 декември, че няма дейно да се противопостави на настъпление на Централните сили на нейна територия, ако българите не участват или поне не навлизат в градовете, и ако командването е в немски ръце; така че България да не предяви териториални претенции и Централните сили ще се изтеглят веднъж щом изпълнят целите си; а гръцките власти ще останат на мястото си.
На 6 януари 1916 година Германия обявява желанието си да уважи гръцкия суверенитет, ако гръцката армия се изтегли от граничните области зад линията Преспа – Катерини, оставяйки само V корпус в района на Кавала, и че се противопостави на всеки Съюзнически опит за дебаркиране в Кавала или Катерини. По този начин Македония ще остане свободно поле за сражение между Централните сили и Съюзниците, докато Гърция остане неутрална. В края на януари гръцкото правителство изпраща доста сходно предположение, развито от Метаксас, на Съюзниците; докато Британския военен аташе и Сарай първоначално го приемат, френското правителство решава да го отхвърли, приемайки го за капан: евакуацията на линията Нигрита – Драма би изложила Съюзническия фланг на българска атака, докато присъствието на гръцката армия в Катерини би прикрила германския десен фланг. Още повече, според условията на предложението на Метаксас, Съюзниците биха изгубили достъп до пристанищата на Катерини и Волос.
Докато Атина се опитва да поддържа баланс между воюващите коалиции и да защити малкото останал държавен неутралитет, Съюзниците налагат ограничено ембарго върху вноса на въглища и зърно и завземат Лесбос на 28 декември, за да го използват за военна база. На същия ден три германски самолета бомбардират британските позиции в Солун, след което Сарай арестува всички чужди консули в града и ги задържа на британски военен кораб. Съюзническите посегателства на гръцкия суверенитет продължават да набират темпо: на 10 януари 1916 година Съюзническите посланици обявяват, че сръбските войски ще бъдат прехвърлени с кораби от Албания на гръцкия остров Корфу, който е завзет от френските войски на следващия ден. С оглед да възпрепятстват евентуално българско настъпление на 12 януари Сарай нарежда няколко железопътни моста да бъдат взривени и на 28 януари френските части завземат Карабурунската крепост, за да контролират входа на Солунския залив. И двете действия са извършени без съгласието на гръцките власти или дори без консултиране с генерал Махон, но вбесява гръцкото обществено мнение, което започва да се обръща против Съюзниците.
Цялата поредица от събития от зимата на 1915 – 1916 година е показателно за безнадеждното правно и политическо объркване, в което гръцкото правителство се намира. Правителството по това време е твърдо в ръцете на антивенизелистката фракция, тъй като Венизелос и поддръжниците му бойкотират изборите от 19 декември. Вече напрегнатата политическа ситуация в Гърция се влошава от дейната пропаганда на враждуващите лагери, като Централните сили подпалват негодувание от тежките действия на Съюзниците, а Съюзниците подканват Гърция да се съюзи с тях срещу традиционните им противници – българи и турци. Великобритания, Франция и Русия като основни действащи лица в освобождението на Гърция си запазват правото да се намесват, тъй като гръцкото правителство нарушава както съюзния договор със Сърбия така и конституцията, провеждайки нелегални според Съюзниците избори.
Недоверието между Сарай и гръцкото правителство става очевидно на 23 февруари, когато посещава Крал Константинос I и Скулудис, за да обясни едностранните си действия в Македония. По това време 133 000 сръбски войници са евакуирани на Корфу. Около 30 000 умират от дизентерия и тиф по време на престоя им там, също са превъоръжени с френско оборудване и са разпределени в шест дивизии. Съюзниците правят планове да ги прехвърлят в Македония и на 5 април изискват да бъдат прехвърлени с кораб в Патра и оттам с железница през Атина и Лариса в Солун. Скулудис яростно отхвърля това искане, от което произтича яростна кавга с френския посланик. Разломът между гръцкото и съюзническите правителства се разширява, когато Франция отказва да даде заем в размер на 150 млн. франка на 23 април, само Атина да се съгласи на подобен заем от страна на Германия вместо това.

### Начало на военните действия в Македония и предаването на Рупел
В това време сръбските войски са прехвърлени в Македония с кораби, където са организирани в три полеви армии. Присъединяването на 130 000 сърби към останалите 300 000 съюзнически войници дава перспективата, че Съюзническо настъпление би могло да вкара Румъния на тяхна страна. То е отложено заради продължаващата битка за Вердюн на Западния фронт, което не позволява прехвърлянето на повече войски в Македония, но обратно Съюзниците вече търсят да обвържат оттеглящите се германски и австрийски сили в Македония. В резултат на това на 12 март 1916 година Съюзниците напускат базите си в Солун и се насочват към гръцката граница, където се сблъскват със силите на Централните сили.
На 14 март Фалкенхайм информира гръцкото правителство, че германо-българските войници ще настъпят към Ветрен. Гръцкото военно министерство веднага издава заповед всички техни войски да се изтеглят, за да не се срещнат с германо-българските части, а ако последните нападнат гръцки позиции, то те да бъдат евакуирани и въоръжението им унищожено. Въпреки това на 10 май тази заповед е отменена от правителството, страхувайки се българите да не се възползват от това едностранно, и на гръцките войски е наредено да се противопоставят с оръжие на всяко нахлуване на гръцка територия с повече от 500 м.
Същия ден се случват две събития от голямо значение. Първо, френски батальони завземат гръцкия форт при Дова тепе. Гарнизонът не оказва съпротива, което отговаря на дадените му инструкции. Междувременно гръцките части се изтеглят от областта между Вардар и Дова тепе, в резултат на което гръцките части са разделени още повече на две: V корпус (8-а, 9-а и 15-а дивизии) и IV корпус (5-а, 6-а и 6-а дивизии) на изток и III корпус (10-а, 11-а и 12-а дивизии и гръцките части в Тесалия на запад. И второ, Германия уведомява Атина, че имат желание да окупират Рупелското дефиле в отговор на пресичането на река Струма от страна на Съюзниците. Гръцкото правителство протестира, че това не е така, но на 22 май 1916 година българското и германското правителство официално осведомяват Атина за техните намерения да окупират Рупел.
На 26 май гарнизонът на Рупелската крепост забелязва настъпващите германо-български колони. Нейния командир майор Йоанис Маврудис след като уведомява командващите си (6-а дивизия и командването на Солунската крепост), съобщава на германците за нарежданията му да се отбранява. Командирът на 6-а дивизия генерал-майор Андреас Баирас мобилизира войските си и издава заповед да се съпротивляват на всяко нападение, докато изпрати известие на Атина и IV корпус, а също оповестява Съюзническите войски, които са настъпили до Орляк за евентуална подкрепа. Въпреки неколкократните предупреждения, че ще се съпротивляват всеки опит за превземане на Рупел и че Атина е информирана за това, три германо-български колони се придвижват и заемат южните склонове на Беласица, Сенгелска планина и моста на Струма край Кула, докато Маврудис не нарежда на оръдията да открият огън по тях. След това настъплението спира и настъпващите войски се изтеглят. В 15:05 часа обаче пристига нареждане от Атина войските да се изтеглят без съпротива. Маврудис се изтегля от Рупел на 27 май, позволявайки на германо-българските сили да си осигурят достъп към долината на Струма и Източна Македония.

### Военно положение в Солун, Гръцка демобилизация и правителството на Заимис
Предаването на Рупел разстройва гръцката общественост и действа като катализатор за отношенията между Гърция и Съюзниците: на 3 юни докато гръцките власти празнуват рождения ден на Крал Константинос I в Солун, Сарай налага военно положение в града, завзема митниците, телеграфните и пощенските станции и железопътната инфраструктура, и налага цензура върху печата. Редица висши гръцки офицери, включително командирите на гръцката жандармерия и полиция са експулсирани, а генерал-лейтенант Мосхопулос поема техните задължения като главен отговорник на гръцкото правителство в града.
Още повече на 6 юни е наложена официална, но частична, блокада на Гърция; гръцките кораби са задължени да бъдат претърсвани, докато корабите в Съюзнически пристанища са задържани. Французите поемат контрола и над солунското пристанище. Гръцкото правителство протестира пред други неутрални страни, включително пред Съединените щати, което се приема от Съюзниците като враждебен акт. Главната роля в тези събития изиграват французите Сарай и посланик Жан Гилемин, който иска не по-малко от детронирането на Крал Константинос I, но Великобритания се противопоставя на тези крайни мерки.
На 8 юни, в опит да неутрализира финансовото бреме на държавата и за да успокои притеснението на Сарай за нападение в тила, Атина решава да започне демобилизация на гръцката армия: дванадесет от по-старите набори са демобилизирани изцяло, докато на наборите от Южна Гърция е даден двумесечен отпуск. Това се оказва недостатъчно и на 21 юни съюзническите посланици изискват пълна демобилизация на армията, оставка на правителството и нови избори. Информиран предварително Скулудис вече е подал оставка, а крал Константинос I се доверява на ветерана политик Александрос Заимис да формира ново правителство и да задоволи съюзническите претенции. Насрочени са избори за 8 октомври, армията е демобилизирана и дори няколко офицери от полицията са заменени.
Пълното подчинение на съюзническите претенции не възпира Сарай от нови провокации: в края на юни настоява да получи командването над гръцката жандармерия; когато получава отказ, настоява за незабавно напускане на всички гръцки сили от Солун преди да отстъпи. В средата на юни контролиран от французите вестник публикува статия обиждаща краля и гръцкото офицерство. Неговият редактор е бит от гръцки офицери, които впоследствие са арестувани от Мосхопулос, но Сарай настоява, че това е обида към френското знаме, изпраща въоръжено отделение да ги залови и да ги постави пред френски полеви съд. Гръцкото правителство издейства освобождението им и съденето им от гръцки съд. По същото време обаче, роялистите започват да се организират срещу евентуални заплахи на трона: демобилизирани офицери и войници се включват в паравоенни резервистки организации, наречени „Епистрати“.

### Офанзива на Централните сили и българско нахлуване в Източна Македония
Дългопланираната съюзническа атака на това, което е вече Македонски фронт, се отлага за 20 август, но на 17 август германските и българските войски нападат сръбските позиции северно от Лерин, който те завземат същата вечер. Централните сили напредват на запад, където се сблъскват не само със сърбите около Каймакчалан, но и с гръцката 18-и пехотен полк, а така също в Източна Македония, където българските войски пресичат Места край Саръшабан и достигат Кавала. Това провокира Съюзниците също да пресекат Струма, но първите им атаки са спрени от българите.
Правителството на Заимис от друга страна прави предложение на Съюзниците да се включи във войната срещу финансова подкрепа и гарантиране на държавния интегритет. Не получава отговор, заради което гръцкото правителство решава да не се съпротивлява на българското настъпление в Източна Македония, където гръцките позиции са несигурни: след демобилизацията IV корпус остава с около 600 офицери и 8500 войници, командвани от командира на 7-а дивизия полковник Йоанис Хадзопулос, а същевременно укрепленията на Кавалската крепост не са завършени. На 15 август Атина нарежда на командването на Кавалската крепост да премахне артилерийските оръдия и картечниците, докато на 18 август е дадена заповед на всички дивизионни командвания да избягват сблъсъци и да се изтеглят до дивизионните бази, така че градовете, включително Сяр и Драма да бъдат изоставени, за сметка на Кавала. С продължаването на българското настъпление спорадични сражения избухват, докато на други места гръцките единици като 18-и полк и 5-а дивизия са обкръжени и обезоръжени. Хадзопулос губи връзка постепенно с единиците и фортовете, които се изтеглят към Кавала, докато местното население бяга пред българското настъпление. Неговото искане да му бъде разрешени да мобилизира резерви и да получи подкрепа от флота са отхвърлени. До 22 август Източна Македония е изцяло под българско управление.
На 22 август Съюзниците обявяват блокада на пристанището на Кавала. Още същия ден българите го обкръжават и завземат крепостите около него. 5-а дивизия остава в Драма, но 6-а дивизия без 16-и полк (останал в Сяр), успяват да стигнат Кавала на 4 септември. Едва след 27 август след германска намеса е позволено на изолираните гръцки гарнизони да бъдат снабдени, което довежда също до отхлабване на съюзническата блокада.

## Двете гръцки правителства, септември 1917 – юни 1917 година
На 27 август Румъния се включва на страната на Съюзниците. Това събитие оголва задълбочаването на „Националния разкол“ поглъщащ гръцкото общество. На същия ден се провежда голямо шествие в Атина на Венизелистите с Венизелос като главен оратор. В неговата реч Венизелос обвинява Крал Константинос I в про-германски сантименти и публично обявява, че ще му се противопостави. Два дни по-късно на 29 август антивенизелисткият и про-неутралния лагер прави свое шествие, в което бившите министър-председатели Гунарис, Ралис, Драгумис, както и ръководителите на резервистите яростно осъждат Венизелос като агент на чуждите власти.

### Въстанието на Национална отбрана и предаването на IV корпус
Още от края на 1916 година венизелистките офицери в Солун, водени от командирите на 10-а дивизия Леонидас Параскевопулос, 11-а дивизия Емануил Зимвракакис и полковник-лейтенант Константинос Мазаракис, и с подкрепата на френския генерал Сарай, участват в конспирация да подбудят гръцките военни в Македония и да ги вкарат във война с България.
На 30 август Комитетът на Националната отбрана обявява съществуването си и призовава за въстание. То получава подкрепата на жандармерията и голяма част от населението, въоръжени от французите и подкрепени от френски войници и бронирани коли. Редовната гръцка армия се показва като вярна на законното правителство, но заместникът на Мосхопулос полковник Николаос Трикупис се опитва да избегне проливането на кръв и директната конфронтация със Съюзниците. До вечерта на 31 август гръцките войници се предават, а Трикупис с верните си офицери е отпратен с френски параход в Пирея.
Събитията в Солун правят неблагоприятно впечатление в Стара Гърция и завърналите се офицери получават посрещане като на герои. Дори Венизелос и много от близките му поддръжници осъждат въстанието като незаконно и преждевременно. В Солун установяването на ръководения от Зимвракакис нов режим среща трудности заради нежеланието на хората и офицерския корпус да го поддържа. Въпреки това след няколко дни е подкрепен от местни политици от Хания, Хераклион и Самос; във всички случаи лоялистките офицери са прокудени и е изискано влизането на Гърция във войната на страната на Съюзниците
В Източна Македония остатъците от IV корпус остават изолирани от българските сили. Изтеглилите се от Кавала в Солун гръцки офицери, са изпратени обратно, за да подтикнат 6-а дивизия да участва във въстанието: на 5 септември те се срещат с дивизионния командир Николаос Христодулу, който се съгласява да натовари войниците си на Съюзнически кораби и да се включи в Националната отбрана в Солун. На следващия ден българите настояват да окупират северните височини на Кавала, правейки града беззащитен. На 9 септември Хадзопулос заплашва да натовари войниците на съюзнически кораби; само няколко отплават към Тасос. На следващия ден обаче е предизвикан от германското настояване да съсредоточи войските си в Драма. За да спечели време той предлага войниците му да бъдат прехвърлени в Германия, въпреки това офицерите му решеват да се свържат със Съюзниците с намерение да се прехвърлят в Южна Гърция. Същата вечер прехвърлянето на войници продължава в пълен безпорядък, но когато Хадзопулос приближава британски кораб, представител на Националната отбрана го информира, че трябва да се закълне във вярност преди да се качи на кораба. Отказвайки Хадзопулос се завръща в Кавала, където царува пълен хаос: тези които са могли да отплават са го сторили, затворниците са пуснати на свобода и е започнало разграбване на града.
На следващото утро германците информират Хадзопулос, че са съгласни да прехвърлят IV корпус в Германия, по-скоро като гости, а не военнопленници. Въпреки това германците настояват цялата гръцка част да напусне Кавала и да се придвижи на север на същия ден. Тогава правителството в Атина осъзнава, че събитията в Кавала взимат посока, различна от обещаното от германци и българи. В 21:00 часа вечерта пристига нареждане за масовото прехвърляне на войските и материалите дори на съюзнически кораби. Но е твърде късно: повечето от войниците на Хадзопулос (около 400 офицери и 6000 войници) се придвижват на север в контролираната от българите територия. Между 15 – 27 септември Хадзопулос и неговите войници са прехвърлени в Гьорлиц, Германия, където остават до края на войната. Около 2000 души от 6-а дивизия под командването на полковник Христодулу, както и батальон от 2/21 критски полк и множеството от 7-и полеви артилерийски полк бягат на Тасос, където Христодулу убеждава множеството да се включат в Националната отбрана. Остатък, включващ мнозинството от войниците от 7-и артилерийски полк, остават верни на краля и са прехвърлени в Южна Гърция. Оръдията и въоръжението им обаче е заловен от френски военни кораби и пренасочено към Солун.
Българската окупация на Източна Македония, свидетелствата за престъпления и предаването на IV корпус разяряват гръцкото обществено мнение, като само задълбочават разделението му: про-венизелистката фракция
счита това за още един аргумент в полза на включването във войната на страната на Съюзниците, докато про-неутралната фракция хвърля вината за това на съюзническото присъствие в Македония. За Съюзниците цялото това събитие се разглежда като сложна измама, замислена от гръцкото правителство съвместно с Централните сили.

### Формиране на Временно правителство на националната отбрана
Венизелос скоро след това пристига в Солун, където формира така нареченото Временно правителство на националната отбрана. Усилията на Антантата и Венизелос да убедят официалното роялистко правителство в Атина да се откажат от неутралитета и да се присъединят към тях се проваля, и отношенията между тях непоправимо се разпадат по време на „Ноемвриана“, когато войници от Антантата и верни на Венизелос се сблъскват с роялисти по улиците на гръцката столица. Роялистките офицери от Гръцката армия са разжалвани, други войници са мобилизирани да се сражават на страната на венизелистките офицери, какъвто е случая и с гръцкия флот. Все още Крал Константинос I, който се радва на подкрепа от руския цар като роднина и ближен владетел, не може да бъде свален от трона докато не избухва Февруарската революция, която премахва руската монархия. През юни 1917 година Крал Константинос I абдикира и неговия втори син Александрос I поема властта (въпреки желанията на много венизелисти да обявят република). Венизелос поема контрола над цялата държава, докато роялистите и други политически опоненти на Венизелос са арестувани или прогонени. Гърция, обединена под едно правителство, официално обявява война на Централните сили на 30 юни 1917 година и мобилизира до 10 дивизии и кралския гръцки флот в полза на усилията на Съюзниците.

## Гърция на страната на Антантата, юни 1917 – ноември 1918 година
Македонският фронт остава стабилен през войната. През май 1918 година гръцките сили атакуват българите и ги побеждават в битката при Яребична на 30 май 1918 година. По-късно през годината Съюзническите сили развиват настъплението си през Гърция на север. През септември Съюзническите сили (френски, гръцки, сръбски, италиански и британски) под командването на френския генерал Луи Франше д'Еспере пробиват германските, австро-унгарските и българските линии на Македонския фронт. България е принудена да подпише примирие със Съюзниците в Солун на 29 септември 1918 година. До октомври Съюзниците съвместно с гърците напредват към Сърбия и са готови да нахлуят в Унгария, докато последните не се предават.
Гръцките жертви са приблизително 5000 убити от деветте дивизии, които участват във войната.
- Гръцки военен плакат
- Гръцката армия на Струма, 1917
- Министър-председателя Венизелос в Париж по време на войната (1917)
- Венизелос инспектира войски на Македонския фронт, 1918

## След войната
Като победител в Първата световна война, Гърция получава голямо териториално разширение, конкретно Западна Тракия след Ньойския договор и Източна Тракия и района на Измир със Севърския договор. Гръцките придобивки са силно редуцирани след последвалата Гръцко-турска война (1919 – 1922).